# Kvarkstjerne
En kvarkstjerne (engelsk: quark star) er en stjerne, der hovedsageligt består af kvarkstof.

## Dannelse
Kvarkstjerner formodes at kunne dannes som restprodukt ved visse supernova-eksplosioner. Eksplosionen antages at kunne presse rest-stjernen så meget sammen, at atomkernerne flyder sammen i én stor kvark-fase. Kvark stof har imidlertid en meget høj fermi-energi og vil opløses til almindeligt hadronisk stof, så snart det høje tryk og/eller temperaturer falder. Derfor kan kvark stof kun overleve i centeret af neutronstjernen efter supernovaen. Kun her er trykket og temperaturen tilpas høj. Stjerner der udelukkende består af kvark stof kan altså ikke eksistere; de vil altid have en skal af stof omkring sig. Kvarkstjerner omtales derfor ofte som hybridstjerner i litteraturen, idet hybridstjerner er stjerner der består af flere forskellige stof-faser.

### Strange stars
På grund af kvark stofs høje fermi-energi er det muligt, at en del af kvarkerne omdannes til strange kvarker. Det er relativt tunge kvarker, og processen kan derfor sænke fermi-energien betragteligt og gøre kvark stoffet stabilt, selv ved lave tryk og temperaturer. Kvark stof med strange kvarker kaldes også for strange quark matter (ofte forkortet: sqm). Der forskes en del i strange quark matter, og det undersøges blandt andet, om det er stabilt ved tryk og temperaturer nær 0, også kendt som Bodmer-Witten-hypotesen. Hvis det viser sig at være sandt, kan kvarkstjerner, som udelukkende består af kvarkstof, godt eksistere i Universet. Kvarkstjerner bestående af strange quark matter vel at mærke. Sådanne kvarkstjerner kaldes for strange stars.

## Egenskaber
En kvarkstjernes massefylde vil være højere end neutronstjerners og dermed atomkerners og neutroners.

## Eksisterer de?
Der er ikke med sikkerhed observeret nogen kvarkstjerner til dato (2014), selvom der har været flere kandidater. Det undersøges for øjeblikket, om kvarkstjerner overhovedet eksisterer eller kun er teoretisk mulige pga. vores utilstrækkelige viden om især de fundamentale fysiske konstanter i Universet. Det er foreslået, at kvarkstjerner måske består af en ny form for hidtil ukendt stof, der har en massefylde større end atomkerners og neutroners, men mindre end tætpakkede kvarker.[kilde mangler]